# Ahmed El-Sayed
Ahmed El-Sayed Sami Salah Al-Din Nada Saleh (arabiska: أحمد السيد سامي صلاح الدين ندا صالح), född 13 juli 1998 i Tanta, är en egyptisk fäktare som tävlar i värja. Hans bröder Mahmoud El-Sayed och Mohamed El-Sayed är också en fäktare.
El-Sayed har studerat vid Wayne State University och tävlat i fäktning för deras idrottsförening Wayne State Warriors.

## Karriär
Vid afrikanska mästerskapen 2018 i Tunis tog El-Sayed brons individuellt i värja och guld i lagtävlingen. Vid afrikanska mästerskapen 2019 i Bamako tog han brons både individuellt samt i lagtävlingen i värja. Vid afrikanska spelen 2019 i Rabat tog El-Sayed silver individuellt i värja och guld i lagtävlingen.
Vid afrikanska mästerskapen 2022 i Casablanca tog El-Sayed guld i lagtävlingen i värja. Vid afrikanska mästerskapen 2023 i Kairo tog han brons individuellt i värja och guld i lagtävlingen. Vid afrikanska mästerskapen 2024 i Casablanca tog El-Sayed guld i lagtävlingen i värja.